# Crnaja (Republika Serbska)
Crnaja (cyr. Црнаја) – wieś w Bośni i Hercegowinie, w Republice Serbskiej, w gminie Srbac. W 2013 roku liczyła 104 mieszkańców.